# Ausbildungsvergütung (Deutschland)
Ausbildungsvergütung ist die für die vereinbarte regelmäßige tägliche Ausbildungszeit den Auszubildenden von den Ausbildenden zu gewährende angemessene Vergütung (§ 17 BBiG).

## Geschichte
Mit der Entstehung der Zünfte im 11. bis 14. Jahrhundert bildete sich in Deutschland die Lehre als Form der Berufsausbildung heraus. Der Lehrling erhielt jedoch keine Ausbildungsvergütung, sondern Unterkunft und Verpflegung gestellt. Im Gegenzug war die Familie des Lehrlings verpflichtet, dem Meister ein Lehrgeld zu zahlen. Erst im 19. Jahrhundert wurde es zur Norm, dass auf ein Lehrgeld verzichtet wurde. Mit der Verabschiedung des Berufsbildungsgesetzes (BBiG) im Jahr 1969 wurde die Zahlung einer Ausbildungsvergütung im Rahmen der dualen Berufsausbildung gesetzliche Pflicht.

## Gesetzliche Regelung
Die Vergütung bemisst sich nach Monaten und ist für den laufenden Kalendermonat spätestens am letzten Arbeitstag des Monats zu zahlen (§ 18 BBiG). Die Vergütung ist auch zu zahlen für die Zeit einer Teilnahme am Berufsschulunterricht und an Prüfungen sowie für die Dauer von bis zu sechs Wochen, wenn die Berufsbildung ausfällt oder der Auszubildende aus in seiner Person liegenden Gründen unverschuldet verhindert ist, seine Pflichten aus dem Berufsausbildungsverhältnis zu erfüllen, beispielsweise im Krankheitsfall (§ 19 BBiG). Die Zahlung der Vergütung an gesetzlichen Feiertagen regelt das Entgeltfortzahlungsgesetz (EFZG), das auch für die zu ihrer Berufsbildung Beschäftigten gilt (§ 1 Abs. 2 EFZG).
Diese Regelungen sind unabdingbar (§ 25 BBiG).
Die verspätete Anzeige einer Erkrankung hat zwar keinen Einfluss auf den Fortzahlungsanspruch der Ausbildungsvergütung, kann aber nach Abmahnung im Wiederholungsfall zur Kündigung führen.

## Höhe der Ausbildungsvergütung
Die Vergütung von zu ihrer Berufsausbildung Beschäftigten unterliegt nicht dem deutschen Mindestlohngesetz (§ 22 Abs. 3 MiLoG).
Die Ausbildungsvergütung ist meist in Tarifverträgen festgelegt. Die Höhe der Ausbildungsvergütung variiert nach Berufen und Bundesländern. Die Ausbildungsvergütung muss mit den Ausbildungsjahren ansteigen (§ 17 BBiG). Während ein Friseur in den neuen Bundesländern im ersten Lehrjahr 2018 durchschnittlich 325 € im Monat erhielt, kam ein Fahrzeuginnenausstatter in den alten Bundesländern auf 804 €.
Die Höhe der Ausbildungsvergütungen ist regelmäßig in der politischen Diskussion.
- Zum einen wird darauf hingewiesen, dass die Ausbildungsvergütungen in einigen Branchen unangemessen niedrig seien.
- Zum anderen wird das Niveau der Ausbildungsvergütungen insgesamt als Grund für eine mangelnde Ausbildungsbereitschaft der Betriebe betrachtet.

Die Ausbildungsvergütung ist nicht mehr angemessen, wenn sie weniger als 80 Prozent der tariflich festgelegten Ausbildungsvergütung in der Branche beträgt.
Seit 2020 ist die Mindesthöhe der Ausbildungsvergütung in § 17 des Berufsbildungsgesetzes festgelegt. Im zweiten, dritten und vierten Lehrjahr hat sie 18 bzw. 35 bzw. 40 % höher zu liegen als im ersten Ausbildungsjahr. Damit ergibt sich für Auszubildende, deren Ausbildung 2024 (in Klammern ab 1. Januar 2025) beginnt, folgende Mindestvergütung: Im ersten Jahr der Ausbildung 649 Euro (682 Euro), im zweiten Jahr 766 Euro (805 Euro), im dritten Jahr 876 Euro (921 Euro) und im vierten Jahr 909 Euro (955 Euro). Zu beachten ist, dass es sich um Bruttovergütungen handelt, von denen ca. 20 % Sozialversicherungsbeiträge abgehen.
Die Höhe der Mindestvergütung wird zum 1. Januar eines jeden Jahres, erstmals zum 1. Januar 2024, neu festgelegt.

## Steuerliche Behandlung
Im steuerlichen Sinne gehört die Ausbildungsvergütung unabhängig von ihrer Höhe zu den Einkünften aus nichtselbständiger Arbeit. Ob Lohnsteuer einzubehalten ist, hängt von der Höhe der Ausbildungsvergütung und den individuellen Lohnsteuerabzugsmerkmalen (Lohnsteuerklasse) des Auszubildenden ab. Im Jahr 2025 fällt bei einem unverheirateten Auszubildenden in Lohnsteuerklasse 1 bis zu einem Bruttoarbeitslohn von ca. 1.400 Euro im Monat keine Lohnsteuer an.

## Sozialversicherung
Obwohl die Vergütung in aller Regel weniger als 2.000 Euro beträgt, handelt es sich bei einer Berufsausbildung nicht um einen Midijob. Insofern sind die Beiträge zur Sozialversicherung in voller Höhe zu tragen (Juni 2025 19,7 %, in Sachsen 20,2 %). Dazu kommt die Hälfte des Zusatzbeitrages zur Krankenkasse – das sind aktuell (2025) in der Regel zwischen 2,2 und 4,4 % des Bruttoeinkommens.

## Mobilitätsprämie
Für den Zeitraum von 2021 bis 2026 wurde die Mobilitätsprämie als befristete steuerliche Förderung für Geringverdiener eingeführt. Diese können auch Auszubildende erhalten. Voraussetzung ist ein zu versteuerndes Einkommen unter dem Grundfreibetrag und ein Arbeitsweg von mehr als 20 Kilometern.